# Live! In Tune and on Time
Albums de DJ Shadow
The Private Repress
(2003) The Outsider
(2006)
Live! In Tune and on Time est un album live et un DVD de DJ Shadow, sortis le 15 juin 2004.
Premier album en concert et surtout premier DVD produit par DJ Shadow seul aux commandes, il s'agit en fait d'illustrer la tournée mondiale qui a suivi la sortie de The Private Press, tout en incluant des morceaux joués à l'époque de Mo'Wax avec James Lavelle dans la formation UNKLE et de l'époque du Quannum Crew.
Déjà présent sur les albums précédents, c'est encore Brian Cross (B+) qui s'occupe de la photographie, laissant la direction artistique entre les mains de Keith Tamashiro, ayant œuvré sur The Private Press et The Private Repress. L'enregistrement à la Brixton Academy de Londres a, quant à lui, été filmé par Ben Stokes, aussi à l'origine du clip Walkie Talkie.
Composé d'un disque (Live!) qui reprend certaines des pistes jouées en concert, ainsi que d'un DVD (In Tune and on Time) du spectacle complet, l'ensemble dure environ 2 heures et 40 minutes.

## Liste des titres

### CD:Live!
| No  | Titre                                  | Contient un (des) sample(s) de | Durée |
| --- | -------------------------------------- | --- | ----- |
| 1.  | Intro                                  | | 1:15  |
| 2.  | Fixed Income                           | George Marsh on Drums: Interviewed by Terry McGovern de George Marsh et Terry McGovern Unkle (Main Title Theme) d'Unkle Entropy de DJ Shadow | 6:00  |
| 3.  | What Does You Soul Look Like (Part 2)  | | 3:15  |
| 4.  | In/Flux                                | | 3:18  |
| 5.  | Un Autre Introduction                  | | 0:23  |
| 6.  | Walkie Talkie                          | | 4:15  |
| 7.  | Guns Blazing (Drums of Death Part 1)   | | 2:08  |
| 8.  | Lonely Soul                            | | 2:53  |
| 9.  | Lost & Found                           | | 2:56  |
| 10. | What Does Your Soul Look Like (Part 3) | | 3:07  |
| 11. | Mutual Slump                           | | 2:46  |
| 12. | Stem/Long Stem                         | | 3:25  |
| 13. | Reconstruction Medley                  | What's Golden de Jurassic 5 Patch Up the Pieces de Muro featuring Freddie Foxxx Entropy de DJ Shadow                                         | 2:04  |
| 14. | Holy Calamity (Bear Witness II)        | | 2:34  |
| 15. | The Third Decade, Our Move             | | 2:49  |
| 16. | Halfway Home                           | | 2:17  |
| 17. | The Number Song                        | | 2:59  |
| 18. | Organ Donor                            | | 4:20  |
| 19. | Mashin' on the Motorway                | | 3:44  |
| 20. | Blood on the Motorway                  | | 10:00 |
| 21. | Napalm Brain/Scatter Brain & Outro     | | 12:06 |

### DVD:In Tune and on Time
| No  | Titre                                                                      | Durée |
| --- | -------------------------------------------------------------------------- | ----- |
| 1.  | Intro                                                                      | 1:15  |
| 2.  | Acte I: Fixed Income                                                       | 6:00  |
| 3.  | Acte I: What Does Your Soul Look Like (Part 2)                             | 3:15  |
| 4.  | Acte I: In/Flux                                                            | 3:18  |
| 5.  | Acte I: Un Autre Introduction                                              | 0:23  |
| 6.  | Act I: Walkie Talkie                                                       | 4:15  |
| 7.  | Act II: Guns Blazing (Drums of Death Part 1)                               | 2:08  |
| 8.  | Acte II: Lonely Soul                                                       | 2:53  |
| 9.  | Act II: Lost & Found                                                       | 2:56  |
| 10. | Act II: What Does Your Soul Look Like (Part 3)                             | 3:07  |
| 11. | Act II: Mutual Slump                                                       | 2:46  |
| 12. | Act II: Stem/Long Stem                                                     | 3:25  |
| 13. | Act III: Reconstruction Medley                                             | 2:04  |
| 14. | Act III: Holy Calamity (Bear Witness II)                                   | 2:34  |
| 15. | Act III: The Third Decade, Our Move                                        | 2:49  |
| 16. | Act III: Halfway Home                                                      | 2:17  |
| 17. | Act III: The Number Song                                                   | 2:59  |
| 18. | Act III: Organ Donor                                                       | 4:20  |
| 19. | Interlude                                                                  | 4:42  |
| 20. | Act IV: Six Days                                                           | 6:50  |
| 21. | Act IV: Mashin' on the Motorway                                            | 3:44  |
| 22. | Act IV: Blood on the Motorway                                              | 10:00 |
| 23. | Act V: Napalm Brain/Scatter Brain & Outro                                  | 12:06 |
| 24. | Encore: You Can't Go Home Again                                            | 6:34  |
| 25. | Ecore: Midnight in a Perfect World                                         | 3:01  |
| 26. | Acore: High Noon                                                           | 3:30  |
| 27. | Bonus: Malcolm on Drums                                                    | 5:08  |
| 28. | Bonus: Pushin' Buttons                                                     | 13:10 |
| 29. | Bonus: Bande annonce - DJ Shadow - In Tune and on Time                     | 2:06  |
| 30. | Bonus: Bande annonce - DJ Shadow & Cut Chemist - Product Placement on Tour | 1:34  |
| 31. | Bonus: Bande annonce - Keepintime: A Live Recording                        | 6:51  |
| 32. | Bonus: Interview de DJ Shadow (morceau caché)                              | 11:48 |